# Saroja Sirisena
Saroja Sirisena, née le 29 mai 1972 à Colombo au Sri Lanka, est une diplomate sri-lankaise.
Elle est notamment consul générale en Inde, représentante permanente du Sri Lanka auprès des Nations unies, haut-commissaire du Sri Lanka auprès du Royaume-Uni.
Elle est « Diplomate de l'année d'Asie et d'Océanie » 2023 selon le magazine The Diplomat.

## Jeunesse, formation
Sarojena Sirisena naît à Colombo au Sri Lanka. Elle est la fille unique d'une famille de médecins ; elle grandit à Colombo et en Angleterre. Elle fréquente les cours de Devi Balika Vidyalaya, une école à Colombo, et fait également de l'athlétisme,. Après le lycée, elle part en Australie pour y étudier les relations internationales à l'Université de Melbourne. Elle est diplômée de l'université avec un Bachelor of Arts (baccalauréat ès arts) en sciences politiques, puis elle suit les cours de l'École nationale d'administration à Paris, en France, pour ses études supérieures.

## Carrière
Saroja Sirisena est de 1997 à 1898 l'assistante exécutive du ministre du Commerce. Elle rejoint ensuite en 1998 le service des Affaires étrangères du Sri Lanka, où elle occupe le poste de directrice adjointe des affaires économiques au ministère des Affaires étrangères jusqu'en 2001.
Elle est ensuite la première secrétaire de la délégation permanente su Sri Lanka auprès de l'Organisation des Nations Unies pour l'éducation, la science et la culture (Unesco), de 2001 à 2005. Après ce poste, elle devient directrice adjointe des affaires économiques du ministère des Affaires étrangères à partir de 2005.
Saroja Sirisena déménage à Mumbai en Inde lorsqu'elle est nommée consul générale du Sri Lanka à Mumbai en 2014, poste qu'elle occupe jusqu'en 2018,. En tant que consul générale, elle supervise les relations diplomatiques avec le Gujarat, le Maharashtra et Goa en Inde. Elle occupe aussi d'autres postes pour le Sri Lanka au sein de missions diplomatiques à Genève, Bruxelles et Paris.
Elle devient directrice générale des affaires économiques et directrice générale des communications publiques du ministère sri-lankais des Affaires étrangères en 2018. Elle occupe ces fonctions jusqu'en 2019, date à laquelle elle est devient la représentante permanente du Sri Lanka auprès des Nations Unies à Vienne,. En mars 2020, elle prend les fonctions de haut-commissaire du Sri Lanka auprès du Royaume-Uni.
Saroja Sirisena reçoit en 2023 le titre de « Diplomate de l'année d'Asie et d'Océanie » lors de la cérémonie annuelle de remise des prix du magazine The Diplomat.